# Царицын павильон
Цари́цын павильо́н — один из дворцовых павильонов Петергофа, который стоит на Царицыном острове посреди Ольгиного пруда Колонистского парка (к югу от Верхнего сада). На другом острове Ольгиного пруда расположен Ольгин павильон, также построенный в годы царствования Николая I.

## История

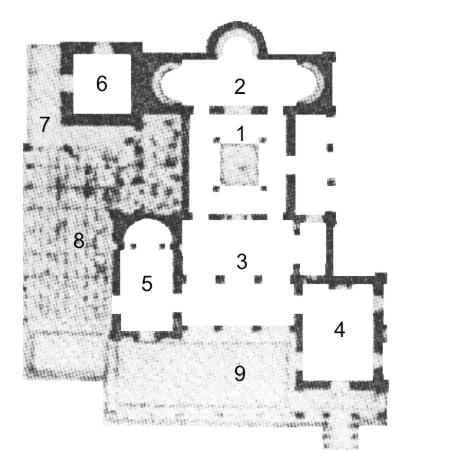
План первого этажа Царицына павильона

Царицын павильон был построен в 1842—1844 годах для императрицы Александры Федоровны, жены императора Николая I, в модном «помпейском» стиле. Павильон воспроизводил облик древнеримских домов, найденных около Неаполя при раскопках погребённого под слоем вулканического пепла античного города Помпеи.
Павильон расположен на Царицыном острове, посреди Ольгиного пруда и окружён утопающим в цветах садом с фонтанами, статуями и мраморными скамьями. Здесь, на уединённом острове, архитектор А. И. Штакеншнейдер и садовый мастер П. И. Эрлер попытались создать модель «рая», идеальный мир романтической мечты, подобный сказочным мирам островов южных морей, которые описывали путешественники. Именно об этом мечтала Александра Федоровна, давно желавшая побывать в Италии.
На плане павильона обозначены: 1. Атриум; 2. Экседра (комната с тремя нишами); 3. Гостиная; 4. Столовая; 5. Кабинет императрицы; 6. Буфетная; 7. Наружная лестница на 2-й этаж (в кабинет императора); 8. Внутренний садик; 9. Терраса.

## Интерьеры

### Атриум

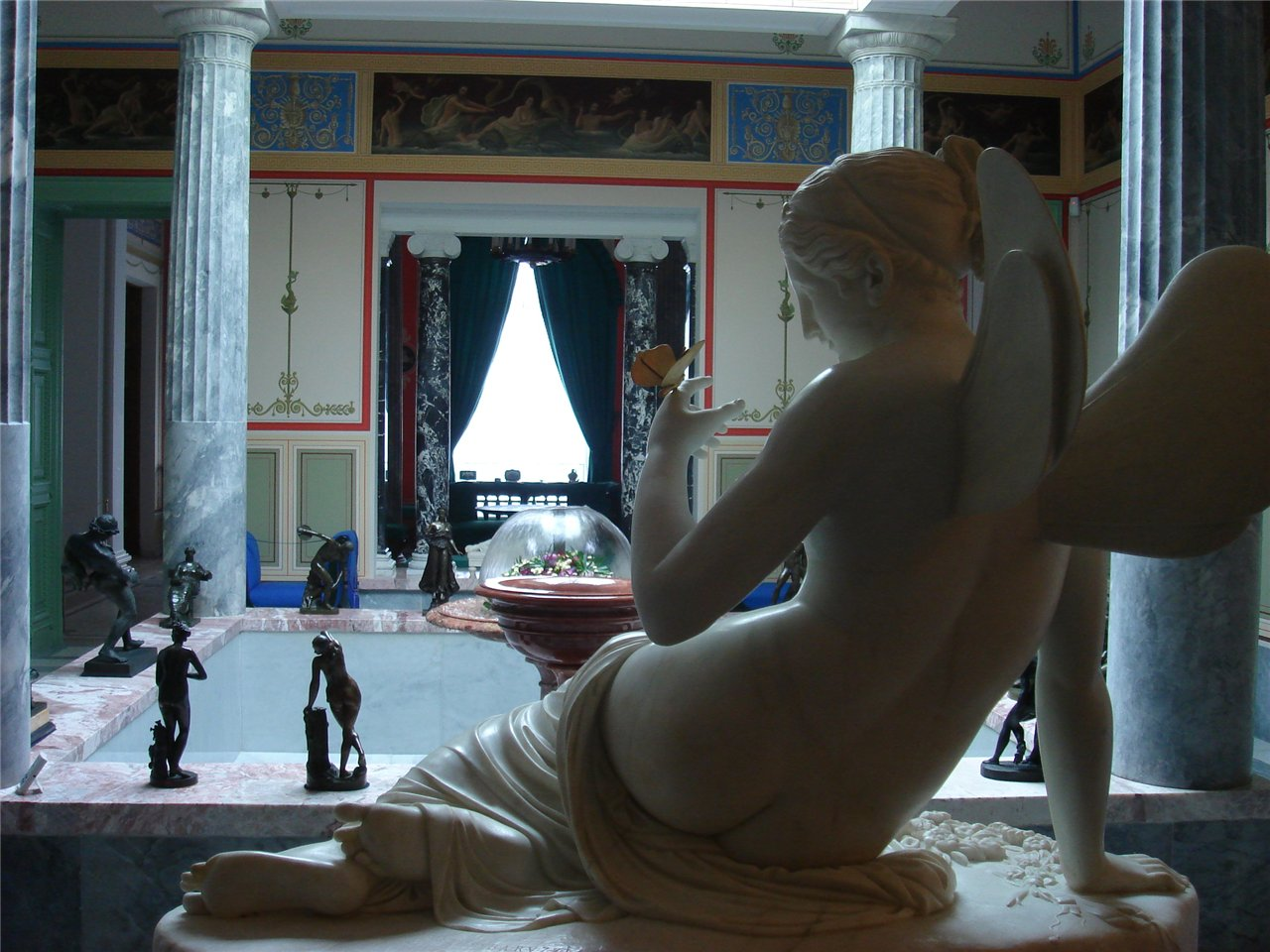
Атриум

Главный вход в павильон расположен с юга, со стороны садика с фонтаном «Нарцисс» (ск. К. М. Климченко) и украшен небольшой лоджией с мраморными колоннами. Войдя в павильон, посетители попадают в атриум (1). У древних римлян это была главная часть дома — закрытый со всех сторон зал с проёмом в центре потолка, через который внутрь попадал дневной свет. Благодаря отсутствию окон, в жаркую погоду в доме было прохладно. А во время дождя воду собирали в бассейне-имплювии в центре атриума.
Такое устройство имеет и атриум в Царицыном павильоне. Середину его занимает квадратный бассейн из голубого и розового мрамора с фонтаном-вазой. По углам бассейна четыре колонны «голубого» мрамора поддерживают кровлю, но вместо открытого проёма А. И. Штакеншнейдеру пришлось предусмотреть стеклянный купол, который в холодную погоду закрывался, а в жаркую открывался. Прикреплённые в углах проёма фигурки фантастических чудовищ служили водостоками.
Стены атриума украшены живописным фризом с изображением морских божеств (тритонов и нереид) и тягами-арабесками в подражание помпейским фрескам. Роспись была выполнена немецким художником И.Дроллингером по рисункам А. И. Штакеншнейдера. Двери выкрашены под цвет патинированной бронзы. Помпейского стиля банкетки, первоначально выполненные в мастерской знаменитого мебельщика Гамбса, отделаны синей материей. На парапете бассейна находятся бронзовые скульптуры — уменьшенные копии с античных оригиналов работы европейских мастеров XIX века (Аполлон Бельведерский, Дискобол, Амур и Психея, Венера Медицейская, Амур, Марс и др.). Большинство этих скульптур были привезены Николаем I из его поездки в Италию в 1845 году.

### Комната с тремя нишами
К атриуму помпейского дома со всех сторон прилегали различные помещения, получавшие из него свет и сообщавшиеся с ним не дверьми, а открытыми проходами и арками. В Царицыном павильоне справа от атриума находится комната с тремя нишами (2), соответствующая античной экседре (комнате для отдыха).
Стены экседры расписаны неяркими красками. В нишах установлены полукруглые синие диваны, повторяющие по форме изгиб стены, и круглые столики, созданные в России в первой половине XIX века. Французскими мастерами были выполнены стоящие в экседре светильники-торшеры, сделанные в подражание помпейской бронзе. Кроме торшеров комнату освещала масляная лампа-люстра, точно воспроизводящая лампу, найденную в Помпее. На отдельном постаменте стоит мраморная скульптура «Психея», выполненная в 1846 г. итальянским мастером Цинцинато Баруцци. На руке у Психеи бронзовая позолоченная бабочка.

### Гостиная
Из экседры через атриум можно перейти в самый большой зал Царицына павильона — ойкос или гостиную (3). Центральный проём, соединяющий атриум с гостиной, украшен двумя колоннами черно-белого «античного» («археологического») мрамора и статуей лежащей спящей женщины (скульптор Ф.-Ф. Лемо, Франция, 1804 г.). Перспектива, открывающаяся из гостиной в атриум, одна из самых красивых в павильоне. Особенно эффектно смотрится погруженная в тень экседры беломраморная Психея.
Две каннелированные колонны голубого мрамора разделяют гостиную на две неравные части. Кессонированный потолок расписан рамками из арабесок. Стены гостиной украшены ярко красными филёнками с небольшими медальонами тёмного цвета, в которых изображены грифоны — крылатые фантастические существа с телом льва и головой орла, древние символы власти. Мозаичный пол и камин чёрного мрамора выполнены мастерами Петергофской гранильной фабрики. На камине находится мраморный бюст римлянки (II—IV вв. н. э.) и две мраморные вазы.
В центре комнаты, перед двусторонним диваном поставлены два круглых мозаичных стола. В витрине у окна выставлена небольшая коллекция предметов, демонстрирующая различные виды мозаики.
В отдельной витрине представлен Этрусский сервиз, изготовленный в 1844 г. на Императорском фарфоровом заводе специально для Царицына павильона. В его состав входили предметы для завтраков и полдников, рассчитанные на 48 персон. Все предметы сервиза расписаны подобно древнегреческим вазам: чёрные фигуры и орнаменты по коричневому фону.
Кроме Этрусского сервиза специально для Царицына павильона был изготовлен Коралловый сервиз (Императорский фарфоровый завод, 1846 г.), выставленный в столовой (4). Каждый из его предметов украшают стилизованные веточки, выполненные в виде кораллов.

### Столовая

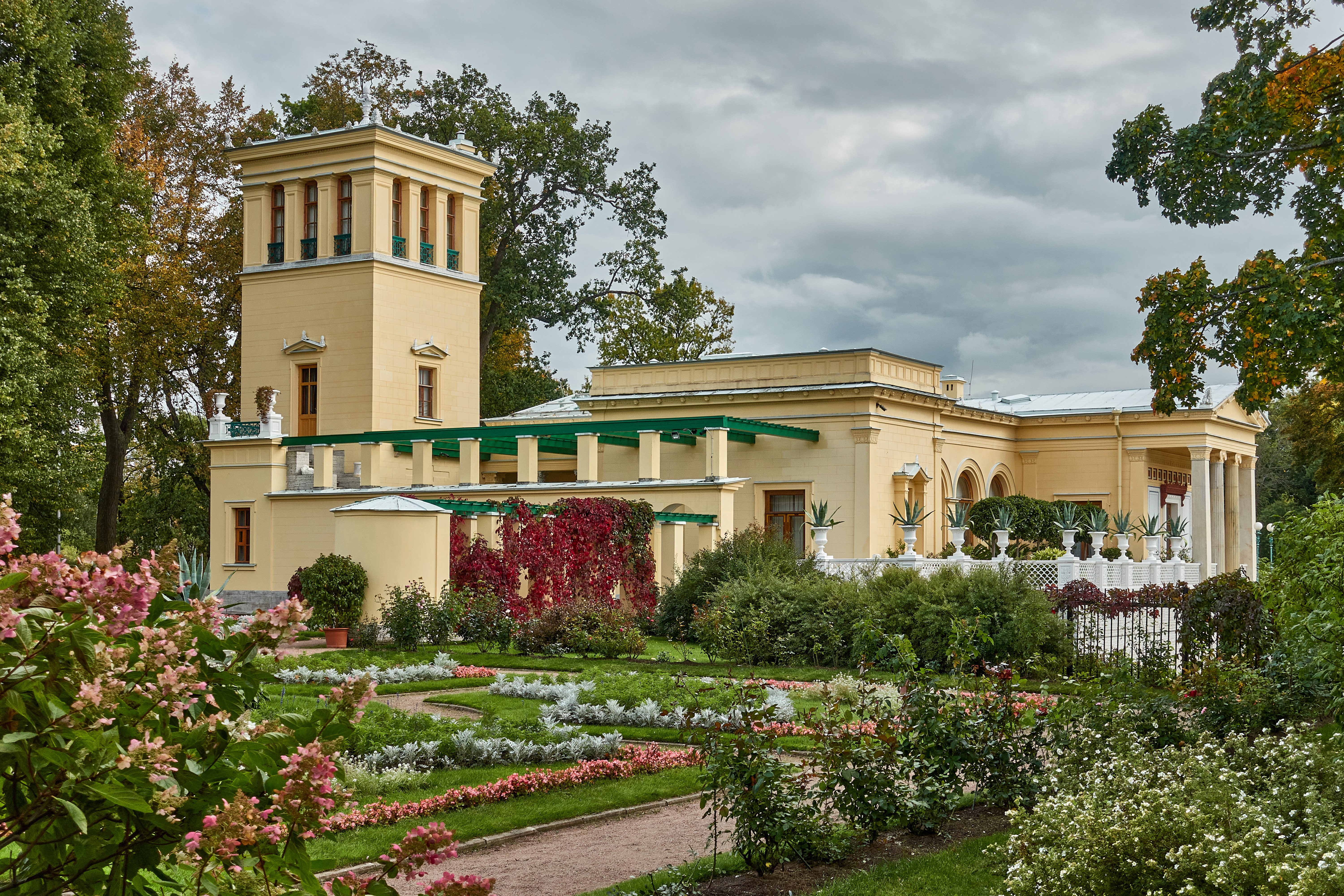
Собственный сад у северного фасада павильона

Выкрашенные в ярко-синий цвет стены столовой расписаны арабесками. Центральную часть пола занимает подлинная помпейская мозаика I века н. э., состоящая из геометрических и растительных орнаментов. Она была приобретена Николаем I у герцога Максимилиана Лейхтенбергского специально для Царицына павильона. Обрамление мозаики, состоящее из полос порфира и мрамора различного вида, было сделано мастерами Петергофской гранильной фабрики по проекту А. И. Штакеншнейдера.
В промежутке между окон, на кронштейне, установлен мраморный бюст «Голова Ниобы» работы неизвестного итальянского мастера, фрагментарная копия с греческого оригинала «Ниоба с детьми» IV в. до н. э. школы Скопаса. У другой стены выставлены столы-консоли с золочёными резными подстольями и мозаичными столешницами. На каждой консоли поставлены оригинальные украшения — модели античных сооружений. У противоположной стены — камин, на полке которого сосуд-лекиф IV века до н. э. и мраморный бюст Юлии, дочери императора Тита, созданным неизвестным скульптором в I веке н. э.
Перед тем как вернуться в гостиную, стоит обратить внимание на прекрасный вид, открывающийся из столовой через застеклённую дверь, ведущую на террасу. Сразу за дверью к воде спускается небольшая гранитная лестница. Зеркальная гладь пруда и живописный берег создают неповторимую атмосферу и зрительно увеличивают пространство комнаты.

### Кабинет императрицы
По другую сторону от гостиной расположен кабинет Александры Федоровны (5). Это довольно узкая комната, заканчивающаяся полукруглой нишей с уютным диваном, отделанным малиновым сукном и зелёным шнуром. Разноцветный кессонированный свод ниши поддерживают две витые мозаичные колонны византийской работы XIII века. Оживлённые тонкими рамками серо-зелёные стены заканчиваются снизу панелью жёлтого искусственного мрамора. Пол кабинета, в отличие от предыдущих комнат, не мозаичный, а паркетный, с наборным бордюром из пальметт.
У северной стены — письменный стол и кресло красного дерева русской работы и бюст императрицы Александры Федоровны из бисквита (неглазурованного фарфора), выполненный по модели немецкого скульптора Христиана Рауха (1824 г.). На столе, кроме письменного «этрусского» прибора и красивых лазуритовых пресс-папье, представлено полное собрание сочинений любимого Александрой Федоровной писателя Жана Поля. Мраморный камин с середины XIX века украшают часы золочёной бронзы, выполненные в петербургской мастерской А. Шрайбера в 1846 г. Эти часы для интерьера заказал А.И. Штакеншнейдер. Здесь же, на отдельном столике, находится умывальный прибор с росписью в помпейском стиле (Англия, середина XIX в.) из коллекции Розового павильона. Его подарила Александре Федоровне её дочь — великая княжна Мария Николаевна.

### Башня и внутренний садик

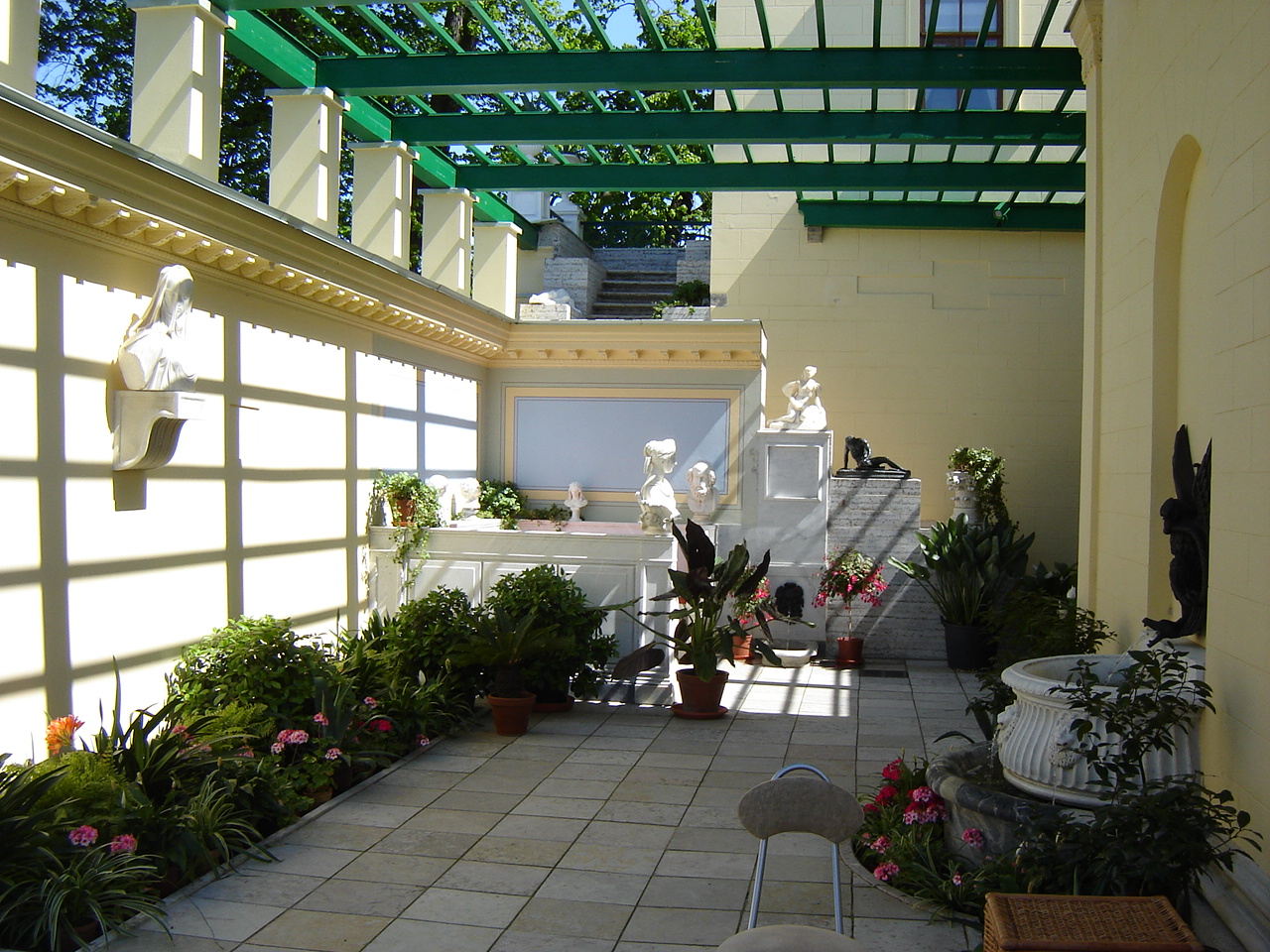
Внутренний садик

Из кабинета дверь открывается в маленький внутренний садик (8), отгороженный высокой стеной. Пройдя по этому дворику мимо украшенной бюстами мраморной скамьи и поднявшись по внешней лестнице (7), можно попасть в небольшую комнату — кабинет императора, из которой узкая винтовая лестница ведёт на верхний этаж башни (бельведер), откуда открывается удивительный по красоте вид на пруд и цветочный сад. Под кабинетом, на первом этаже, расположено служебное помещение — буфетная (6).
Во внутреннем садике находятся ещё два фонтана — «Орел и змея» (скульптор Маркизини) и маленький фонтанчик-маскарон. Налево от садика, перед большими окнами гостиной расположена терраса (9), обрамленная ажурным чугунным парапетом с вазами. На террасе после реставрации установлена статуя «Спящая Венера» работы скульптора Ч. Баруцци (1847 г.), ранее находившаяся у Розового павильона.
Императорская семья использовала Царицын павильон как увеселительный. Александра Федоровна могла приехать сюда со свитой из Александрии, чтобы выпить чаю или посмотреть иллюминацию.

## После 1917 года
После революции в павильоне был открыт музей, который просуществовал до 1933 года. В годы репрессий Царицын павильон, как и многие другие петергофские музеи, был закрыт, а музейные коллекции, в основном, перевезены в кладовые Большого дворца. Во время войны немцы устроили в павильоне наблюдательный пункт. Здание пострадало от небрежного обращения и протечек, но не было разрушено.
Всю вторую половину XX века павильон стоял пустой, но все-таки охранялся и регулярно проветривался. Во многом благодаря этому здесь сохранились подлинные мозаичные полы, колонны и частично стенная роспись. Значительно пострадала коллекция. Полностью была утрачена вся мебель (скорее всего дотла сгоревшая в Большом дворце в первый день оккупации). Реставрационные работы велись с большими перерывами и закончились только в 2005 году, когда Царицын павильон вновь открылся для посетителей.

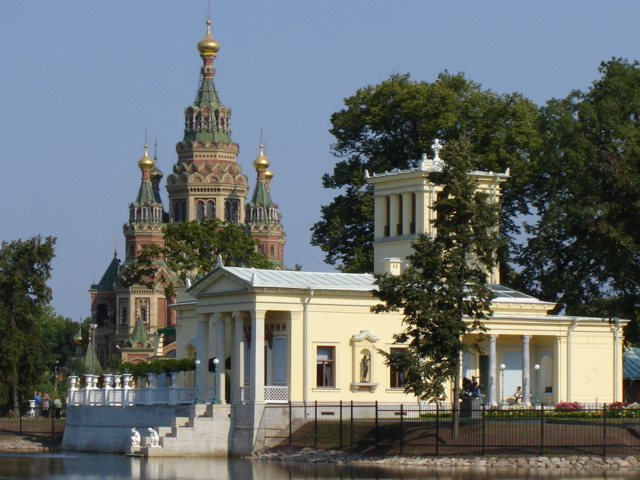
Царицын павильон и петергофский собор свв. Петра и Павла
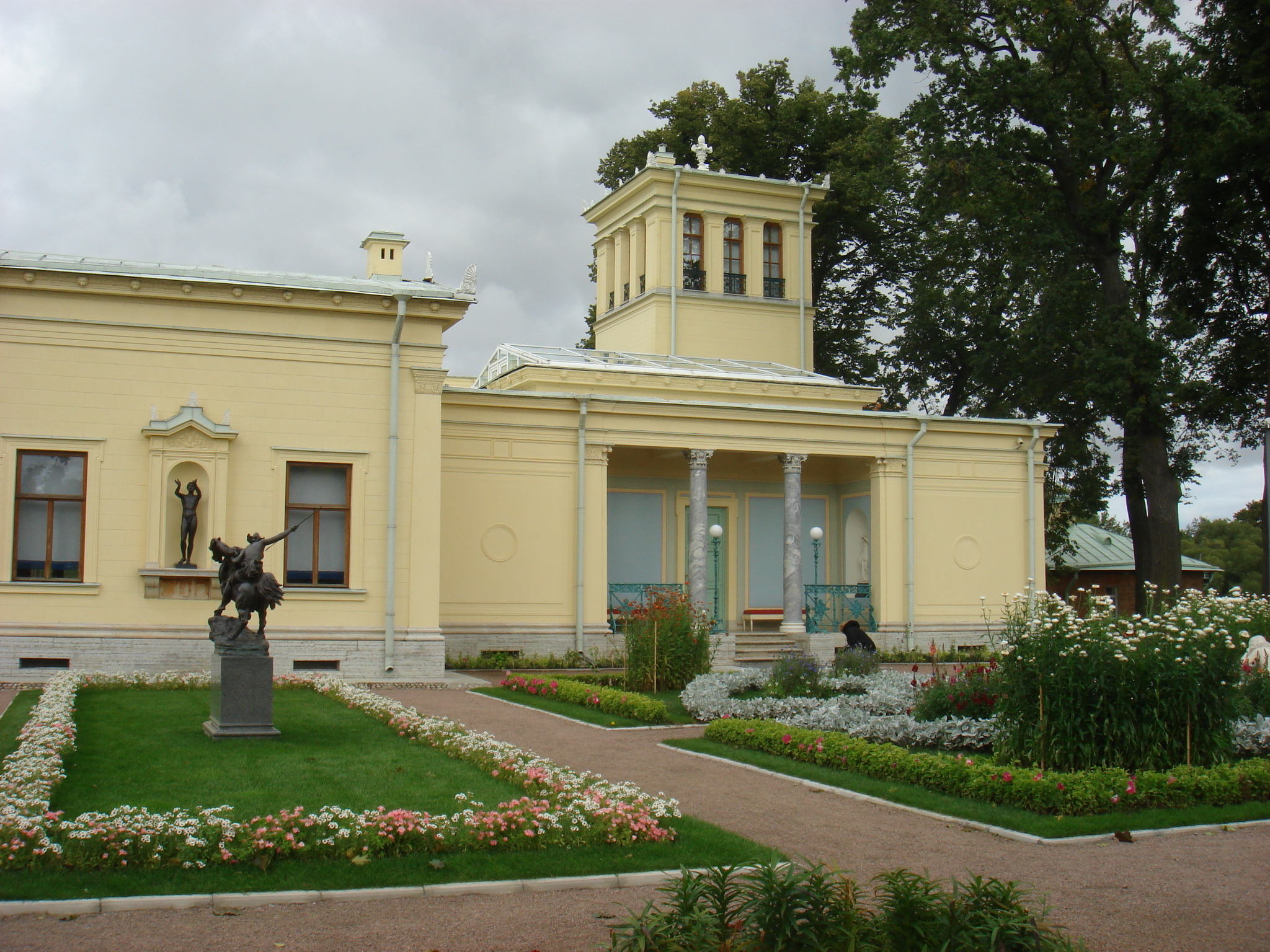
Южный фасад Царицына павильона
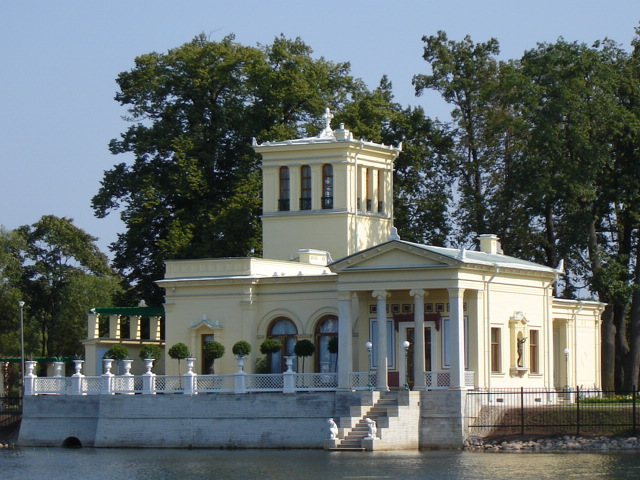
Западный фасад Царицына павильона
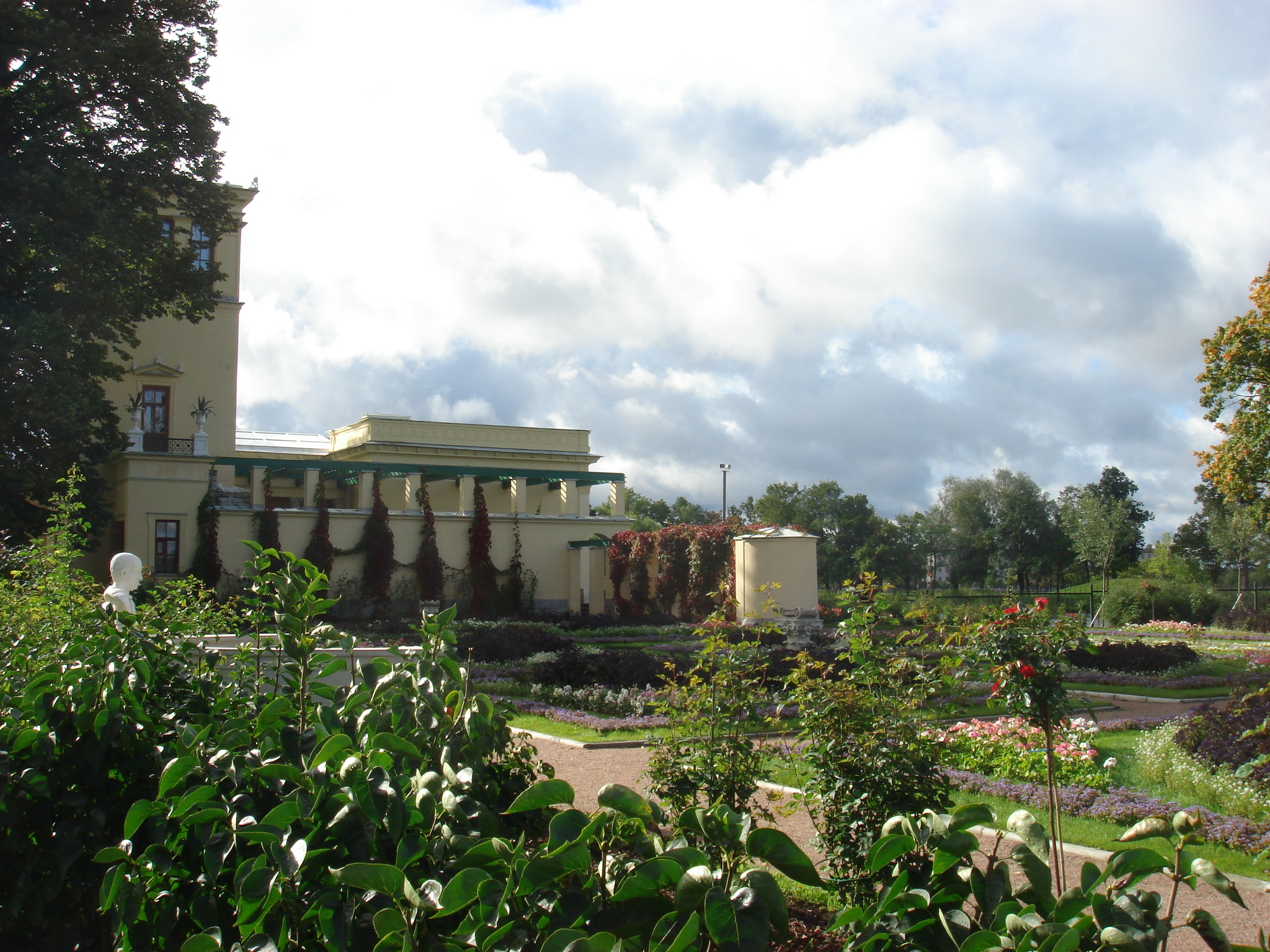
Северный фасад Царицына павильона
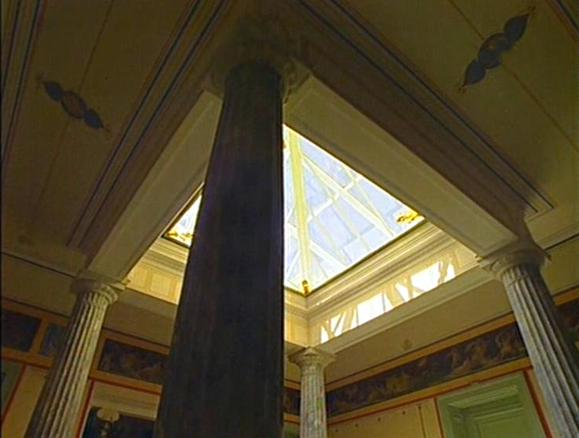
Купол атриума
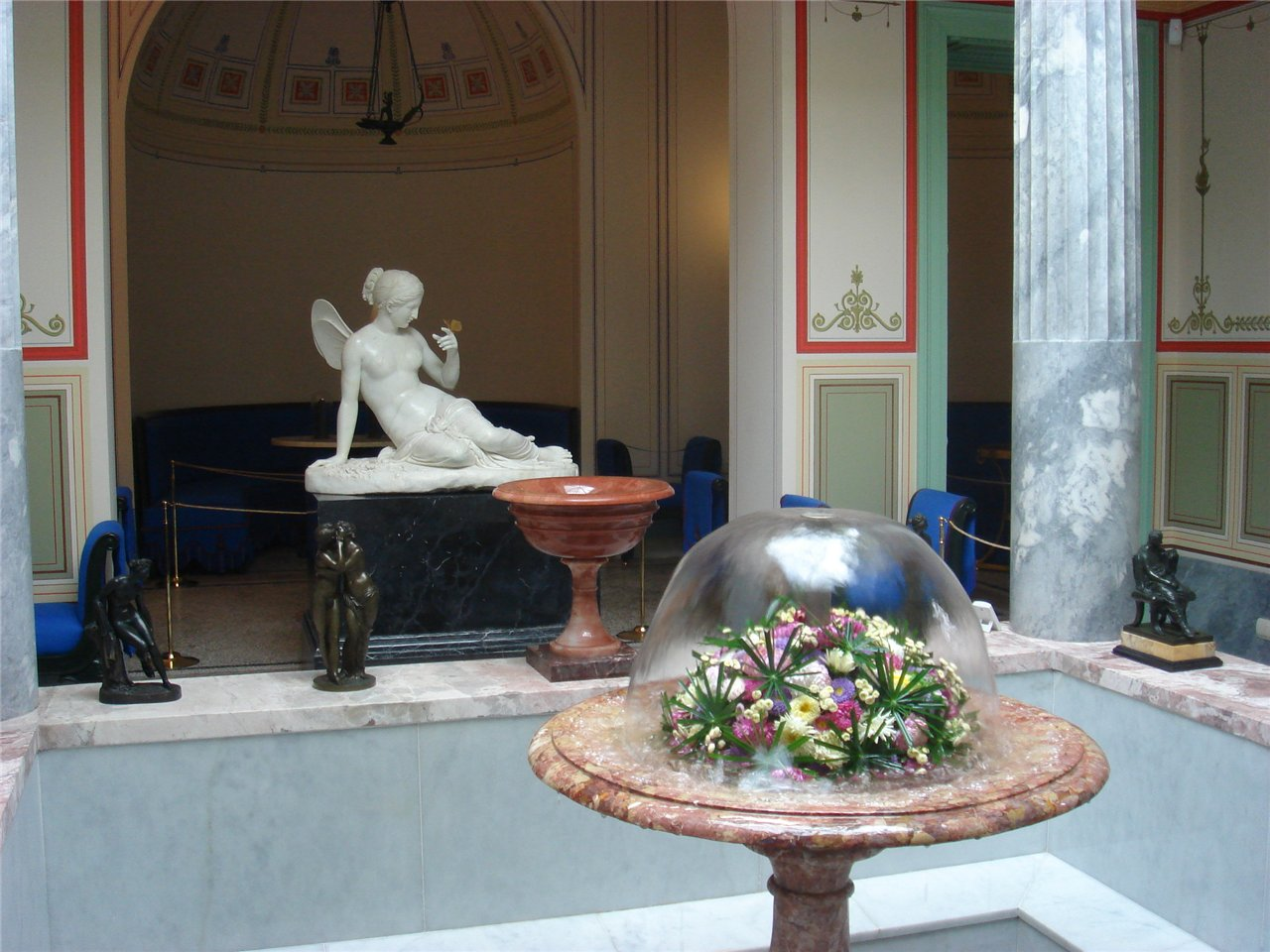
Вид из атриума в сторону Комнаты с тремя нишами
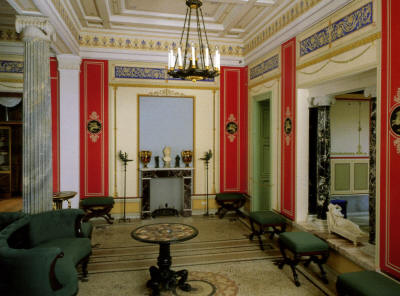
Гостиная
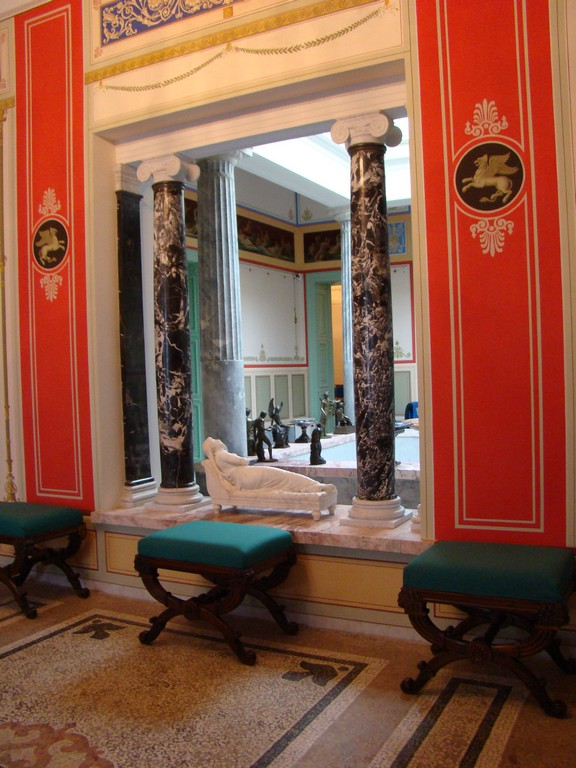
Вид из гостиной в атриум
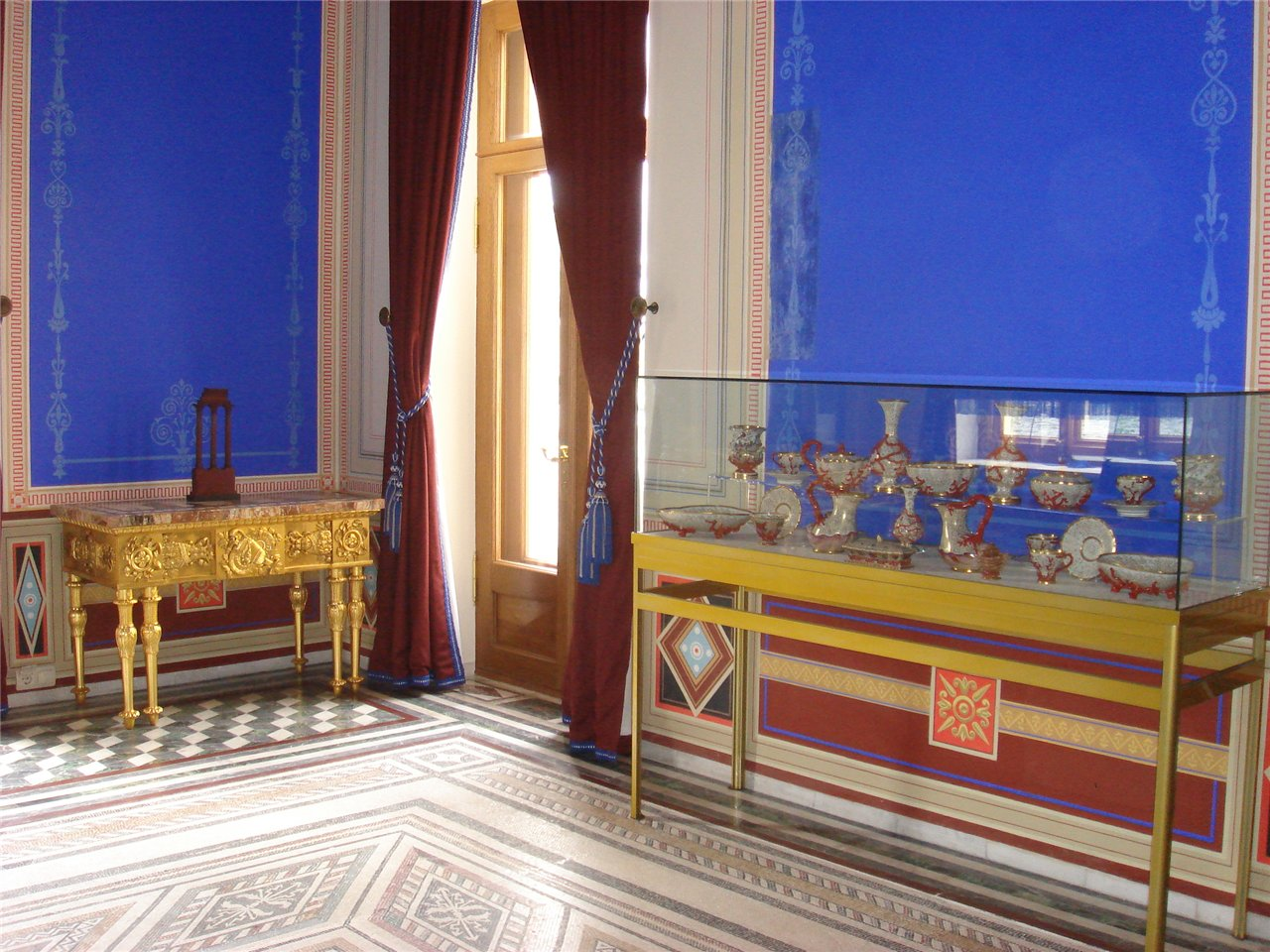
Столовая
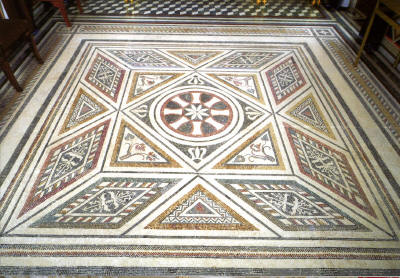
Античный пол в столовой
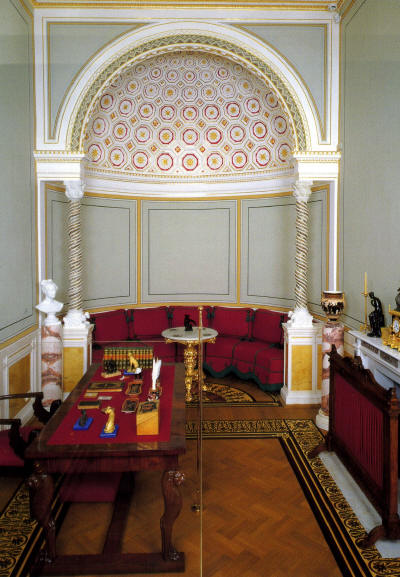
Кабинет Александры Федоровны
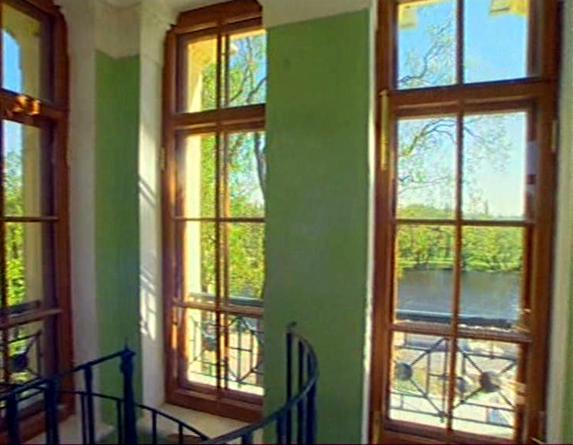
Верхний этаж башни